# Colin Wilson
Para el historietista neozelandés, véase Colin Wilson (historietista)
Colin Henry Wilson  (Leicester, 26 de junio de 1931 − Cornualles, 5 de diciembre de 2013) fue un filósofo y escritor británico. Los principales temas de su obra son la criminalidad y el misticismo.

## Biografía
Nacido y educado en Leicester, Reino Unido, dejó los estudios a los 16 años. Trabajó en fábricas y varias ocupaciones y leía en su tiempo libre. Cuando tenía 24 años, publicó The Outsider (1956), que examina el papel del “proscrito” social en varias obras literarias y figuras culturales, donde examina a  Albert Camus, Jean-Paul Sartre, Ernest Hemingway, Hermann Hesse, Fiódor Dostoyevski, William James, Thomas Edward Lawrence, Vaslav Nijinsky y Vincent van Gogh, y donde Wilson discute su percepción de la alienación social en su obra. El libro fue un éxito de ventas y ayudó a popularizar el existencialismo en Gran Bretaña. Sin embargo, el elogio de la crítica fue breve.
Colin Wilson se convirtió en uno de los Jóvenes Iracundos de la literatura británica. Contribuyó a Declaration, una antología de manifiestos escritos por escritores existencialistas, con  Protest: The Beat Generation and the Angry Young Men. Wilson y sus amigos Bill Hopkins y Stuart Holroyd, fueron un subgrupo más interesados en los “valores religiosos” que en la política liberal o socialista. Los críticos de la izquierda pronto los consideraron fascistas; el comentarista Kenneth Allsop los llamó “los jueces”.

## La obra de Wilson trasThe Outsider
Tras el éxito inicial de la primera obra de Colin Wilson, los críticos rechazaron Religion and the Rebel (1957). La revista Time  publicó una reseña con una crítica muy negativa.
Tras The Outsider las obras de Wilson se concentraron en los aspectos positivos de la psicología humana, así como el valor de la experiencia y la estrechez de la conciencia. Admiraba al psicólogo humanista Abraham Maslow y mantuvo correspondencia con él. Wilson escribió The War Against Sleep: The Philosophy of Gurdjieff sobre la vida, el trabajo y la filosofía de George Gurdjieff –una introducción accesible al místico greco-armenio en 1980.  A lo largo de su obra discute que el enfoque existencialista sobre la derrota o la náusea proporciona una representación parcial de la realidad y que no existe una razón particular para aceptarla. Wilson considera que la percepción cotidiana es afectada por la intensidad del momento y que no puede ser aceptada para mostrar la verdad sobre la realidad.  La razón a posteriori tiene la ventaja evolutiva de que nos impide dejarnos llevar por completo por la maravilla o las emociones del momento. Para vivir de forma correcta necesitamos acceder a algo más que a las percepciones cotidianas. Wilson cree que las experiencias de placer y significado son tan reales como nuestras experiencias sobre la angustia, y debido a la experiencia del momento, son más reales. La experiencia puede cultivarse mediante la concentración, la atención, la relajación y ciertos tipos de trabajo. Wilson afirma que la criminalidad compulsiva es la manifestación de un intento patológico de conseguir la experiencia del placer mediante la violencia. Esto impulsa al criminal a mayores extremos de violencia o a un deseo de ser capturado.

## Otras obras eruditas
Colin Wilson escribió obras sobre metafísica y ocultismo. En 1971 publicó The Occult: A History (reeditado en España por Arcano Books en 2006, bajo el título Lo Oculto), realizando una exégesis de Aleister Crowley, George Gurdjieff, Helena Petrovna Blavatsky, la cábala, la magia primitiva, Franz Anton Mesmer, Grigori Rasputín, Daniel Dunglas Home y Paracelso (entre otros). También escribió una biografía especialmente objetiva de Crowley: Aleister Crowley: The Nature of the Beast, así como biografías de otros visionarios espirituales o psicológicos como Gurdjieff, Carl Gustav Jung, Wilhelm Reich, Rudolf Steiner, y P. D. Ouspensky.
Originalmente Colin Wilson se concentró en el desarrollo de lo que llamaba la “Facultad X”, que incrementaba la percepción y proporcionaba habilidades como la telepatía o la percepción energética. En sus obras posteriores sugiere la posibilidad de la existencia de vida tras la muerte y de los espíritus, que personalmente analiza como miembro del “The Ghost Club”.
También escribió obras eruditas sobre la criminalidad, enciclopedias y estudios sobre crímenes en serie. También estaba interesado en la vida y época de Jack el Destripador, y en los crímenes sexuales en general.

## Ficción
En sus obras de ficción Colin Wilson explora sus ideas del potencial humano, principalmente en historias de intriga y ciencia ficción, e incluso varias obras sobre los Mitos de Cthulhu.
Desde 1960 gran parte de su obra de ficción (así como sus trabajos eruditos) se han interesado en la psicología criminal, especialmente en los asesinos en serie. Sin embargo también escribió ciencia ficción de tendencia más filosófica, incluyendo la aclamada serie de Spider-World.
En The Strength to Dream (1961), Wilson atacó a H. P. Lovecraft, considerándolo un “enfermo” y un “mal escritor” que “rechazaba la realidad” –pero a regañadientes elogió la historia de Lovecraft “En la noche de los tiempos” como una buena obra de ciencia ficción. August Derleth, irritado por el ataque de Wilson a Lovecraft en The Strength to Dream desafió a Wilson a escribir una historia de los Mitos de Cthulhu, que daría lugar a The Mind Parasites –donde expone algunas de sus ideas filosóficas. Wilson también critica a Lovecraft en Order of Assassins (1972) y en el prefacio de The Philosopher’s Stone (1969) donde sale Atlach-Nacha, primigenio creado por Clark Ashton Smith. Su relato El regreso de los Lloigor (1969/1974) también está relacionado con los Mitos de Cthulhu –el personaje central de relato trabajo en el libro real del Manuscrito Voynich, pero también descubre una versión medieval árabe del Necronomicón, así como su novela The Tomb of the Old Ones (2002).
Tobe Hooper dirigió la película Fuerza Vital, basada en la novela de Wilson Los vampiros del espacio. Colin Wilson criticó la película considerando que traicionaba el espíritu de su novela.

## Enfermedad y muerte
Después de una importante operación espinal en el año 2011, Colin Wilson sufrió un infarto y perdió la capacidad de hablar. Fue ingresado en el hospital en octubre del año 2013 por una neumonía y murió el 5 de diciembre. Fue enterrado en la iglesia de Gorran, en Cornualles. El 14 de octubre se celebró una misa de difuntos en iglesia de St. James de Piccadilly, Londres.

## Listado de trabajos
El siguiente listado, aunque extenso, no abarca toda la obra de Wilson. Para una bibliografía completa véase Colin Wilson, the first fifty years: an existential bibliography, 1956-2005. Nottingham, UK: Paupers' Press, 2006 (ISBN 0-946650-89-6) de Colin Stanley.

### Ficción
- "The Frenchman" (short story, Evening Standard 22 de agosto de 1957)
- Ritual in the Dark (Victor Gollancz Ltd|Victor Gollancz, 1960) (Reprinted, Valancourt Books, 2013)
- Adrift in Soho (1961)
- "Watching the Bird" (short story, Evening News 12 de septiembre de 1961)
- "Uncle Tom and the Police Constable" (short story, Evening News 23 de octubre de 1961)
- "He Could not Fail" (short story, Evening News 29 de diciembre de 1961)
- "Uncle and the Lion" (short story, Evening News 28 de septiembre de 1962)
- "Hidden Bruise" (short story, Evening News 3 de diciembre de 1962)
- "The Wooden Cubes" (short story, Evening News 27 de junio de 1963)
- Man Without a Shadow (US title The Sex Diary of Gerard Sorme) (1963) (Reprinted, Valancourt Books, 2013)
- The World of Violence (US title The Violent World of Hugh Greene) (1963) (Reprinted, Valancourt Books, 2013)
- Necessary Doubt (1964) (Reprinted, Valancourt Books, 2014)
- The Glass Cage (1966) (Reprinted, Valancourt Books, 2014)
- The Mind Parasites (1967)
- The Philosopher's Stone (1969) (Reprinted, Valancourt Books, 2013)
- The Return of the Lloigor (first published 1969 in the anthology Tales of the Cthulhu Mythos; revised separate edition, Village Press, London, 1974).
- "The Return of the Lloigor" (short story in Tales of the Cthulhu Mythos, edited by August Derleth, 1969; later revised and published as a separate book)
- The God of the Labyrinth (US title The Hedonists) (1970) (Reprinted, Valancourt Books, 2013)
- The Killer (US title Lingard) (1970)
- The Black Room (1971)
- The Schoolgirl Murder Case (1974)
- Los vampiros del espacio (1976)
- "Timeslip" (short story in Aries I, edited by John Grant, 1979)
- "A Novelization of Events in the Life and Death of Grigori Efimovich Rasputin," in Tales of the Uncanny (Reader's Digest Association, 1983; an abbreviated version of the later The Magician from Siberia)
- The Janus Murder Case (1984)
- The Personality Surgeon (1985)
- Spider World: The Tower (1987)
- Spider World: The Delta (1987)
- The Magician from Siberia (1988)
- Spider World: The Magician (1992)
- The Tomb of the Old Ones (novella published as half of a double volume alongside a novella by John Grant, 2002)
- Spider World: Shadowland (2002)
- Lulu: an unfinished novel (2017)

### No ficción
- The Outsider (1956)
- Religion and the Rebel (1957)
- The Age of Defeat (US title The Stature of Man) (1959)
- Encyclopedia of Murder (with Patricia Pitman, 1961)
- The Strength to Dream: Literature and the Imagination (1962)
- Origins of the Sexual Impulse (1963)
- Rasputin and the Fall of the Romanovs (1964)
- Brandy of the Damned (1964; later expanded and reprinted as Chords and Discords/Colin Wilson on Music)
- Beyond the Outsider (1965)
- Eagle and Earwig (1965) Reprinted as Eagles and Earwigs with annotations by Colin Stanley and an Introduction by Gary Lachman (2018)
- Sex and the Intelligent Teenager (1966)
- Introduction to the New Existentialism (1966)
- Voyage to a Beginning (1969)
- A Casebook of Murder (1969)
- Bernard Shaw: A Reassessment (1969)
- Poetry and Mysticism (1969; subsequently significantly expanded in 1970)
- L'amour: The Ways of Love (1970)
- The Strange Genius of David Lindsay (with E. H. Visiak and J. B. Pick, 1970)
- The Occult: A History (1971)
- Order of Assassins: The Psychology of Murder (1972)
- New Pathways in Psychology: Maslow and the Post-Freudian Revolution (1972)
- Strange Powers (1973)
- "Tree" by Tolkien (1973)
- Hermann Hesse (1974)
- Wilhelm Reich (1974)
- Jorge Luis Borges (1974)
- Hesse-Reich-Borges: Three Essays (1974)
- Ken Russell: A Director in Search of a Hero (1974)
- A Book of Booze (1974)
- The Unexplained (1975)
- Mysterious Powers (US title They Had Strange Powers) (1975)
- The Craft of the Novel (1975)
- Enigmas and Mysteries (1975)
- The Geller Phenomenon (1975), ISBN 0-7172-8105-1
- Colin Wilson's Men of Mystery (US title Dark Dimensions) (with various authors, 1977)
- Mysteries (1978)
- Mysteries of the Mind (with Stuart Holroyd, 1978)
- The Haunted Man: The Strange Genius of David Lindsay (1979)
- Science Fiction as Existentialism (1980)
- Frankenstein's Castle: the Right Brain-Door to Wisdom (1980)
- Starseekers (1980)
- The Book of Time, edited by John Grant and Colin Wilson (1980)
- The War Against Sleep: The Philosophy of Gurdjieff (1980)
- The Directory of Possibilities, edited by Colin Wilson and John Grant (1981)
- Poltergeist!: A Study in Destructive Haunting (1981)
- Anti-Sartre, with an Essay on Camus (1981)
- The Quest for Wilhelm Reich (1981)
- The Goblin Universe (with Ted Holiday, 1982)
- Access to Inner Worlds: The Story of Brad Absetz (1983)
- Encyclopedia of Modern Murder, 1962–83 (1983)
- The Psychic Detectives: The Story of Psychometry and Paranormal Crime Detection (1984)
- A Criminal History of Mankind Archivado el 24 de enero de 2014 en Wayback Machine. (1984), revised and updated (2005)
- Lord of the Underworld: Jung and the Twentieth Century (1984)
- The Bicameral Critic (1985)
- The Essential Colin Wilson (1985)
- Rudolf Steiner: The Man and His Vision (1985)
- Afterlife: An Investigation of the Evidence of Life After Death (1985)
- An Encyclopedia of Scandal. Edited by Colin Wilson and Donald Seaman (1986)
- The Book of Great Mysteries. Edited by Colin Wilson and Christopher Evans (1986), ISBN 0948164263
- An Essay on the 'New' Existentialism (1988)
- The Laurel and Hardy Theory of Consciousness (1986)
- Marx Refuted – The Verdict of History, edited by Colin Wilson (with contributions also) and Ronald Duncan, Bath, (UK), (1987), ISBN 0-906798-71-X
- Aleister Crowley: The Nature of the Beast (1987)
- The Musician as 'Outsider'. (1987)
- The Encyclopedia of Unsolved Mysteries (with Damon Wilson, 1987)
- Jack the Ripper: Summing Up and Verdict (with Robin Odell, 1987)
- Autobiographical Reflections (1988)
- The Misfits: A Study of Sexual Outsiders (1988)
- Beyond the Occult (1988)
- The Mammoth Book of True Crime (1988)
- The Decline and Fall of Leftism (1989)
- Written in Blood: A History of Forensic Detection (1989)
- Existentially Speaking: Essays on the Philosophy of Literature (1989)
- Serial Killers: A Study in the Psychology of Violence (1990)
- Mozart's Journey to Prague (1992)
- The Strange Life of P. D. Ouspensky (1993)
- Unsolved Mysteries (with Damon Wilson, 1993)
- Outline of the Female Outsider (1994)
- A Plague of Murder (1995)
- From Atlantis to the Sphinx (1996)
- An Extraordinary Man in the Age of Pigmies: Colin Wilson on Henry Miller (1996)
- The Unexplained Mysteries of the Universe (1997) ISBN 0-7513-5983-1
- The Atlas of Sacred Places (1997)
- Below the Iceberg: Anti-Sartre and Other Essays (reissue with essays on postmodernism, 1998)
- The Corpse Garden (1998)
- The Books in My Life (1998)
- Alien Dawn (1999)
- The Devil's Party (US title Rogue Messiahs) (2000)
- The Atlantis Blueprint (with Rand Flem-Ath, 2000)
- Illustrated True Crime: A Photographic History (2002)
- Dreaming To Some Purpose (2004) – autobiography
- World Famous UFOs (2005)
- Atlantis and the Kingdom of the Neanderthals (2006)
- Crimes of Passion: The Thin Line Between Love and Hate (2006)
- The Angry Years: The Rise and Fall of the Angry Young Men (2007)
- Manhunters: Criminal Profilers & Their Search for the World's Most Wanted Serial Killers (2007)
- Super Consciousness (2009)
- Existential Criticism: selected book reviews (edited by Colin Stanley) (2009)
- 'Comments on Boredom' and 'Evolutionary Humanism and the New Psychology' (2013)
- Introduction to 'The Faces of Evil': an unpublished book (2013)
- An End to Murder (with Damon Wilson, 2015)
- Collected Essays on Philosophers (edited by Colin Stanley, 2016)

### Obras de teatro
- Strindberg (1970)
- The Death of God and other plays (edited by Colin Stanley) (2008)

### Obras inéditas
- The Anatomy of Human Greatness (non-fiction, written 1964; Maurice Bassett plans to publish this work electronically)
- Metamorphosis of the Vampire (fiction, written 1992–94)[15]

### Entrevistas
- 'Suddenly Awakened', interview for Poetic Mind.
- Colin Wilson's August 2005 interview @ The New York Times
- Creel Commission Entrevista con Colin Wilson.
- Colin Wilson interviewed on poetry and the peak experience
- Colin Wilson interviewed by Lynn Barber 2004

- Datos: Q368831
- Multimedia: Colin Wilson (writer) / Q368831